# Денні Гейр
Денні Гейр (англ. Danny Gare; нар. 14 травня 1954, Нельсон, Британська Колумбія) — колишній канадський хокеїст, що грав на позиції крайнього нападника.
Провів понад 800 матчів у Національній хокейній лізі.

## Ігрова кар'єра
Хокейну кар'єру розпочав 1971 року.
1974 року був обраний в драфті НХЛ під 29-м загальним номером командою «Баффало Сейбрс». 
Протягом професійної клубної ігрової кар'єри, що тривала 14 років, захищав кольори команд «Баффало Сейбрс», «Детройт Ред-Вінгс» та «Едмонтон Ойлерс».
Загалом провів 891 матчів у НХЛ, включаючи 64 матчі плей-оф Кубка Стенлі.

## Нагороди та досягнення
- Перша збірна усіх зірок ЗКХЛ — 1974
- Друга збірна усіх зірок НХЛ — 1980
- Учасник матчу усіх зірок НХЛ — 1980, 1981

## Статистика
| Сезон        | Клуб                | Ліга         | Регулярна першість | Регулярна першість | Регулярна першість | Регулярна першість | Регулярна першість | Плей-оф | Плей-оф | Плей-оф | Плей-оф | Плей-оф |
| Сезон        | Клуб                | Ліга         | І                  | Г                  | П                  | О                  | ШХ                 | І       | Г       | П       | О       | ШХ      |
| ------------ | ------------------- | ------------ | ------------------ | ------------------ | ------------------ | ------------------ | ------------------ | ------- | ------- | ------- | ------- | ------- |
| 1971–72      | Калгарі Центеннайлс | ЗКХЛ         | 56                 | 10                 | 17                 | 27                 | 15                 | 13      | 1       | 1       | 2       | 2       |
| 1972–73      | Калгарі Центеннайлс | ЗКХЛ         | 65                 | 45                 | 43                 | 88                 | 107                | 6       | 5       | 5       | 10      | 18      |
| 1973–74      | Калгарі Центеннайлс | ЗКХЛ         | 65                 | 68                 | 59                 | 127                | 238                | 14      | 10      | 12      | 22      | 53      |
| 1974–75      | «Баффало Сейбрс»    | НХЛ          | 78                 | 31                 | 31                 | 62                 | 75                 | 17      | 7       | 6       | 13      | 19      |
| 1975–76      | «Баффало Сейбрс»    | НХЛ          | 70                 | 50                 | 23                 | 73                 | 129                | 9       | 5       | 2       | 7       | 21      |
| 1976–77      | «Баффало Сейбрс»    | НХЛ          | 35                 | 11                 | 15                 | 26                 | 73                 | 4       | 0       | 0       | 0       | 18      |
| 1977–78      | «Баффало Сейбрс»    | НХЛ          | 69                 | 39                 | 38                 | 77                 | 95                 | 8       | 4       | 6       | 10      | 37      |
| 1978–79      | «Баффало Сейбрс»    | НХЛ          | 71                 | 27                 | 40                 | 67                 | 90                 | 3       | 0       | 0       | 0       | 9       |
| 1979–80      | «Баффало Сейбрс»    | НХЛ          | 76                 | 56                 | 33                 | 89                 | 90                 | 14      | 4       | 7       | 11      | 35      |
| 1980–81      | «Баффало Сейбрс»    | НХЛ          | 73                 | 46                 | 39                 | 85                 | 109                | 3       | 3       | 0       | 3       | 8       |
| 1981–82      | «Баффало Сейбрс»    | НХЛ          | 22                 | 7                  | 14                 | 21                 | 25                 | —       | —       | —       | —       | —       |
| 1981–82      | «Детройт Ред-Вінгс» | НХЛ          | 36                 | 13                 | 9                  | 22                 | 74                 | —       | —       | —       | —       | —       |
| 1982–83      | «Детройт Ред-Вінгс» | НХЛ          | 79                 | 26                 | 35                 | 61                 | 107                | —       | —       | —       | —       | —       |
| 1983–84      | «Детройт Ред-Вінгс» | НХЛ          | 63                 | 13                 | 13                 | 26                 | 147                | 4       | 2       | 0       | 2       | 38      |
| 1984–85      | «Детройт Ред-Вінгс» | НХЛ          | 71                 | 27                 | 29                 | 56                 | 163                | 2       | 0       | 0       | 0       | 10      |
| 1985–86      | «Детройт Ред-Вінгс» | НХЛ          | 57                 | 7                  | 9                  | 16                 | 102                | —       | —       | —       | —       | —       |
| 1986–87      | «Едмонтон Ойлерс»   | НХЛ          | 18                 | 1                  | 3                  | 4                  | 6                  | —       | —       | —       | —       | —       |
| Усього в НХЛ | Усього в НХЛ        | Усього в НХЛ | 827                | 354                | 331                | 685                | 1285               | 64      | 25      | 21      | 46      | 195     |